# Суханов Дмитро Іванович
Суханов Дмитро Іванович (10 жовтня 1825 — 20 грудня 1890) — купець I гільдії, міський голова, почесний громадянин м. Суми.

## Біографія

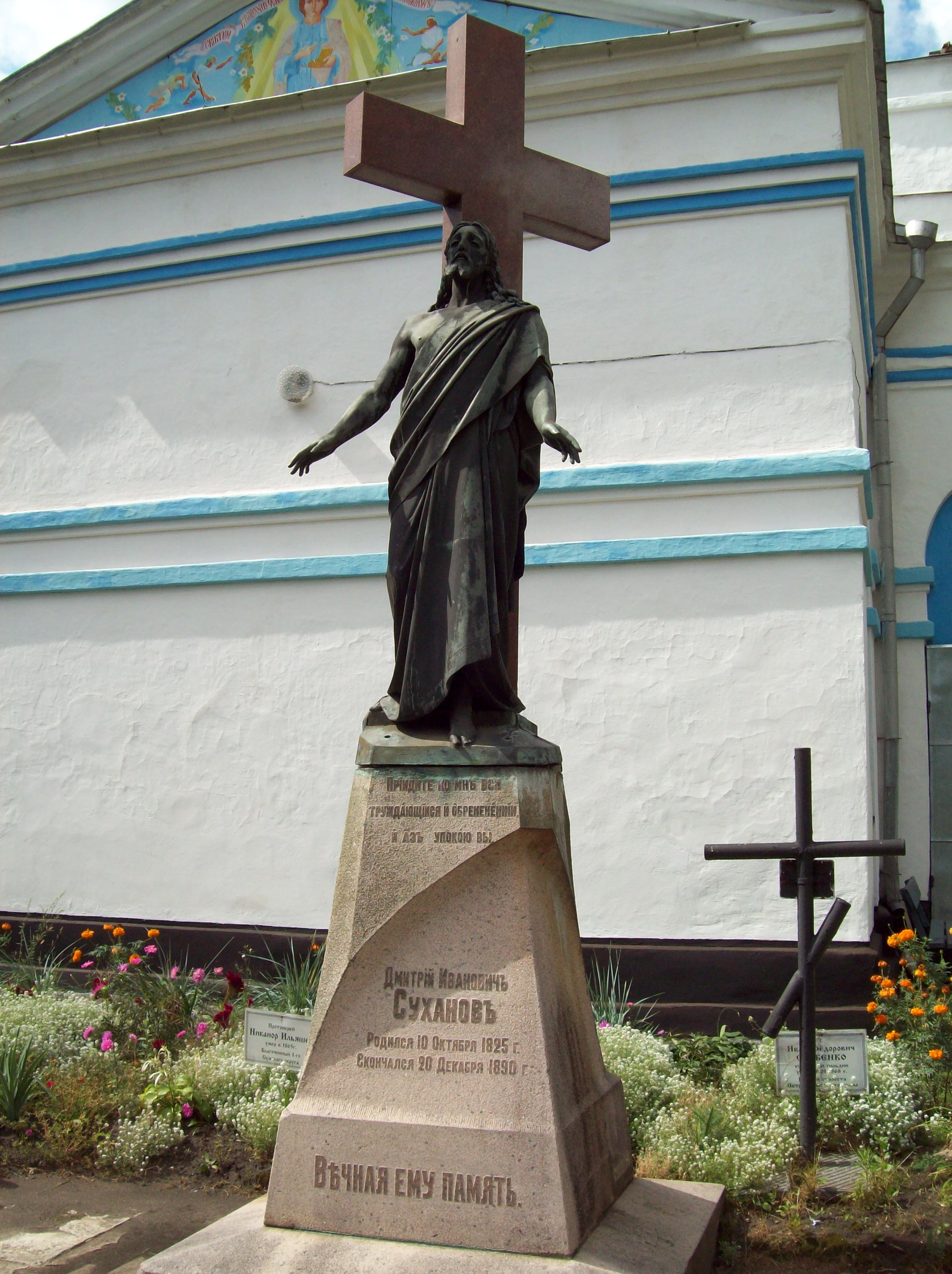
Пам'ятник на місці поховання Д. І. Суханова

Народився 10 жовтня 1825 року у місті Обоянь Курської губернії у сім'ї купця Івана Васильовича Суханова 1788 року народження.Сім'я складалась з п'яти осіб. Мав брата Олексія Івановича Суханова. До міста Суми Дмитро Суханов переїхав на початку 50-х років XIX століття. У 1851 році Дмитро Іванович одружився з купецькою донькою Марією Михайлівною Смирновою. Власних дітей не мали, удочерили дівчинку Парасковію, дочку вдови державної селянки міста Білопілля. У 1888 році усиновили хлопчика Миколу, сина його брата Олексія, через те, що той став сиротою. Жила сім'я Суханових на вулиці Миколаївській (нині територія площі Незалежності).

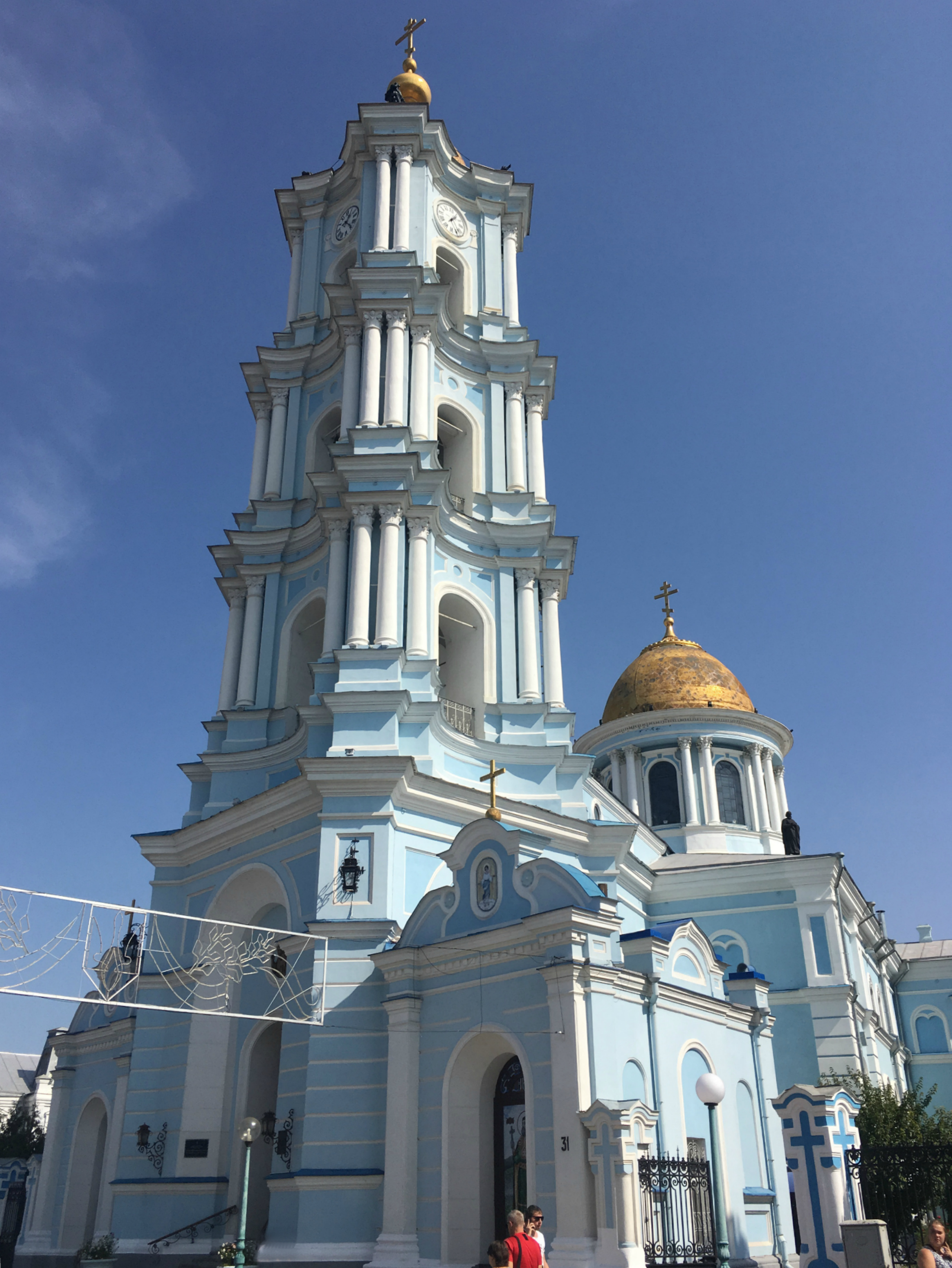
Спасо-Преображенський собор

Дмитро Іванович був першим компаньйоном Івана Харитоненка. В середині 1850-х років Дмитро Суханов продовжив бакалійну торгівлю, а Іван Харитоненко зайнявся торгівлею цукром.
З 1858 до 1871 року був міською головою м. Суми. 1 січня 1858 року став церковним старостою Сумської соборної Преображенської церкви.  В 1859 році за його ініціативи був відкритий ярмарковий комітет, у результаті чого збір збільшився до 700 руб. сріблом.
У липні 1863 року вступив в 1-у гільдію купецтва, одночасно займаючись громадською діяльністю. 1 січня 1864 року був назначений головою опікунської ради Сумського жіночого училища.
За кошти Дмитра Івановича була упорядкована міська пожежна частина, що була до 1980-х років акцентованою пожежною каланчею. 1860 року Дмитро Іванович разом з міською владою профінансували відкриття сумською публічної бібліотеки. 1867 року став директором Сумського повітного відділення попечительського про тюрми комітету. Цього ж року став піклувальником Сумської земської лікарні. Дмитро Суханов був організатором хресного ходу з іконою Божої Матері із с. Шпилівка в місті Суми. Відкрив Парафіївський притулок для сиріт, який існував до 1907 року.
Дмитро Іванович є одним із засновників міського громадського банку для підтримки торговців і ремісників, що був відкритий 1869 року. Це була перша банківська установа в місті Суми., Д.Суханов пожертвував 5000 руб. сріблом.
В цьому ж році проініціював будування Олександро-Невської церкви при Сумському тюремному замку та виділив кошти на її оздоблення.
2 грудня 1870 року разом з дружиною стали спадковими почесними громадянами. За кошти Дмитра Івановича велося будівництво Спасо-Преображенського собору. Помер Дмитро Іванович Суханов 20 грудня 1890 року від цукрового діабету і не застав завершення будівництва. Освячена будівля в 1892 році. Вона мала три престоли, один з них названий на честь святого Димитрія Солунського, що був покровителем Д. І. Суханова.
Похований поблизу Петропавлівської церкви на центральному цвинтарі міста Суми. На місці поховання знаходиться бронзова фігура Христа з зазначенням років життя Дмитра Івановича та написом «Вічна йому пам'ять».

## Нагороди
Дмитро Суханов нагороджений двома срібними медалями на Станіславській стрічці, золотими медалями на Станіславській стрічці (1865), на Анненській стрічці (1868), на Володимирській стрічці (1869), орденом Святої Анни III ст. (1869), II ст. (1880).